# Raymie Skilton
Raymie Skilton, ameriški profesionalni hokejist, * 26. september 1889, Cambridge, Massachusetts, ZDA, † 1. julij 1961.
Skilton je v sezoni 1917/18 odigral eno tekmo v ligi NHL v dresu moštva Montreal Wanderers. Igral je na položaju branilca. 

## Kariera
Skilton je prebil štiri sezone v Bostonu ter igral za različna moštva iz mesta, najvidneje je nastopal za moštvi Boston A.A. Unicorns in Boston Arenas v ligi All-American Hockey League (AAHL). Sredi sezone 1917/18 so ga poklicali v NHL moštvo Montreal Wanderers, za katerega je nastopil le na eni tekmi. Po izobrazbi je bil strokovnjak za orožje in ameriška vlada ga je postavila v Montreal. Ker je bil pripravljen igrati hokej na ledu, je 21. decembra 1917 podpisal pogodbo z Wanderersi. 
Skilton je za malo zamudil, da ni postal prvi Američan z nastopom v ligi NHL. Pred njim je tisto sezono k Wanderersom prestopil še en domačin iz Massachusettsa. V sezoni 1918/19 ga je z ledenih ploskev zadržala vojaška služba, in po povratku iz vojske se ni vrnil k igranju hokeja na ledu. Kljub temu si je po letu pokoja premislil in zopet obul drsalke ter zaigral za ekipo Boston Shoe Traders v ligi United States Amateur Hockey Association (USAHA). V ligi je nastopal tri leta in se dokončno upokojil leta 1923. 

### Pregled kariere
Odebeljeno - reprezentančni nastopi, glej tudi Statistika pri hokeju na ledu.
| Moštvo                 | Liga    | Sezona |    | Redni del | Redni del | Redni del | Redni del | Redni del | Redni del |   | Končnica | Končnica | Končnica | Končnica | Končnica | Končnica |
| ---------------------- | ------- | ------ | -- | --------- | --------- | --------- | --------- | --------- | --------- | - | -------- | -------- | -------- | -------- | -------- | -------- |
| Moštvo                 | Liga    | Sezona | OT | G         | P         | T         | +/-       | KM        | OT        | G | P        | T        | +/-      | KM       |          |          |
| Boston A.A. Unicorns   | BSrHA   | 11/12  |    |           |           |           |           |           |           |   |          |          |          |          |          |          |
| Sherbrooke Saints      | IPAHU   | 12/13  |    |           |           |           |           |           |           |   |          |          |          |          |          |          |
| Boston Irish Americans | Ekshib. | 13/14  |    | 7         | 8         | 0         | 8         |           |           |   |          |          |          |          |          |          |
| Boston Arenas          | Ekshib. | 14/15  |    | 5         | 9         | 0         | 9         |           |           |   | 6        | 7        | 0        | 7        |          |          |
| Boston A.A. Unicorns   | AAHL    | 15/16  |    | 7         | 2         | 0         | 2         |           |           |   | 3        | 2        | 0        | 2        |          |          |
| Boston Arenas          | AAHL    | 16/17  |    | 8         | 4         | 0         | 4         |           |           |   |          |          |          |          |          |          |
| Montreal Wanderers     | NHL     | 17/18  |    | 1         | 0         | 0         | 0         |           | 0         |   |          |          |          |          |          |          |
| Boston Navy Yard       | USNHL   | 17/18  |    | 11        | 11        | 0         | 11        |           |           |   |          |          |          |          |          |          |
|                        |         | 18/19  |    |           |           |           |           |           |           |   |          |          |          |          |          |          |
|                        |         | 19/20  |    |           |           |           |           |           |           |   |          |          |          |          |          |          |
| Boston Shoe Trades     | USAHA   | 20/21  |    | 3         | 2         | 0         | 2         |           |           |   |          |          |          |          |          |          |
| Boston Shoe Trades     | USAHA   | 21/22  |    |           |           |           |           |           |           |   |          |          |          |          |          |          |
| Boston Vics            | USAHA   | 22/23  |    | 3         | 1         | 0         | 1         |           |           |   |          |          |          |          |          |          |
| Skupaj                 |         |        |    | 45        | 37        | 0         | 37        |           | 0         |   | 9        | 9        | 0        | 9        |          |          |